# Daniel Woldu
 Daniel Woldu, född 2 januari 1989 i Eritrea, är en svensk långdistanslöpare. Han tävlar för Spårvägens FK och vann SM-guld i maraton både år 2011 och 2014.
I juli 2014 fick Daniel Woldu svenskt medborgarskap och därmed möjlighet att representera Sverige internationellt. I augusti togs han ut till maratonloppet vid EM i Zürich men var tvungen att bryta loppet.

## Personliga rekord
| Utomhus - 3 000 meter – 8:36,24 (Sollentuna 25 juni 2009) - 5 000 meter – 15:28,30 (Göteborg 20 juni 2012) - 10 000 meter – 30:54,41 (Falun 20 augusti 2010) - 10 km landsväg – 31:09 (Voorthuizen, Nederländerna 16 juli 2008) - 10 km landsväg – 31:15 (Stockholm 20 september 2008) - Halvmaraton – 1:06:21 (Barcelona, Spanien 26 februari 2012) - Halvmaraton – 1:06:54 (Stockholm 12 september 2009) - Maraton – 2:16:32 (Hamburg, Tyskland 21 april 2013) | Inomhus - 3 000 meter – 8:28,19 (Göteborg 26 februari 2011) |

### Fotnoter
1. ↑  ”SM halvmarathon 2011”. marathon.se. http://results.marathon.se/halvmarathon/2011/. Läst 17 april 2013.
2. ↑  ”SM i marathon 2011”. marathon.se. http://results.marathon.se/2011/. Läst 17 april 2013.
3. ↑  ”SM i marathon 2013”. marathon.se. http://results.marathon.se/2013/. Läst 29 juli 2013.
4. ↑  ”SM i marathon 2014”. marathon.se. http://results.marathon.se/2014/. Läst 25 mars 2015.
5. 1 2 3 4 5 6 7 8  ”Personsida på IAAF:s webbplats” (på engelska). iaaf.org. http://www.iaaf.org/athletes/sweden/daniel-woldu-281246. Läst 24 oktober 2018.
6. ↑  ”Nu är Daniel svensk!”. friidrott.se. 15 juli 2014. Arkiverad från originalet den 20 juli 2014. https://web.archive.org/web/20140720145714/http://www.friidrott.se/nyheter.aspx?id=16826. Läst 21 februari 2017.
7. ↑  ”European Athletics Championships - Zürich 2014” (på engelska). european-athletics.org. http://www.european-athletics.org/competitions/european-athletics-championships/history/year=2014/results/index.html. Läst 21 februari 2017.
8. 1 2 3 4  ”Personsida på European Athletics' webbplats” (på engelska). european-athletics.org. http://www.european-athletics.org/athletes/group=w/athlete=104459-woldu-daniel/index.html. Läst 24 oktober 2018.
9. 1 2 3 4 5  ”Personsida på ARRS” (på engelska). arrs.run. https://more.arrs.run/runner/18424. Läst 24 oktober 2018.